# اماس (کالیفرنیا)
اماس، کالیفرنیا (به انگلیسی: Amos, California) یک محدوده ثبت‌نشده در ایالات متحده آمریکا است که در شهرستان ایمپریال، کالیفرنیا واقع شده‌است.

## خصوصیات
اماس ۸۰ متر بالاتر از سطح دریا واقع شده‌است.